# Geodromicus hoejeri
Geodromicus hoejeri är en skalbaggsart som beskrevs av Mary E. Palm 1961. Geodromicus hoejeri ingår i släktet Geodromicus, och familjen kortvingar. Enligt den svenska rödlistan är arten nära hotad i Sverige. Arten förekommer i Götaland och Gotland. Artens livsmiljö är havsstränder, våtmarker.